# Reinhard Sachsenhofer

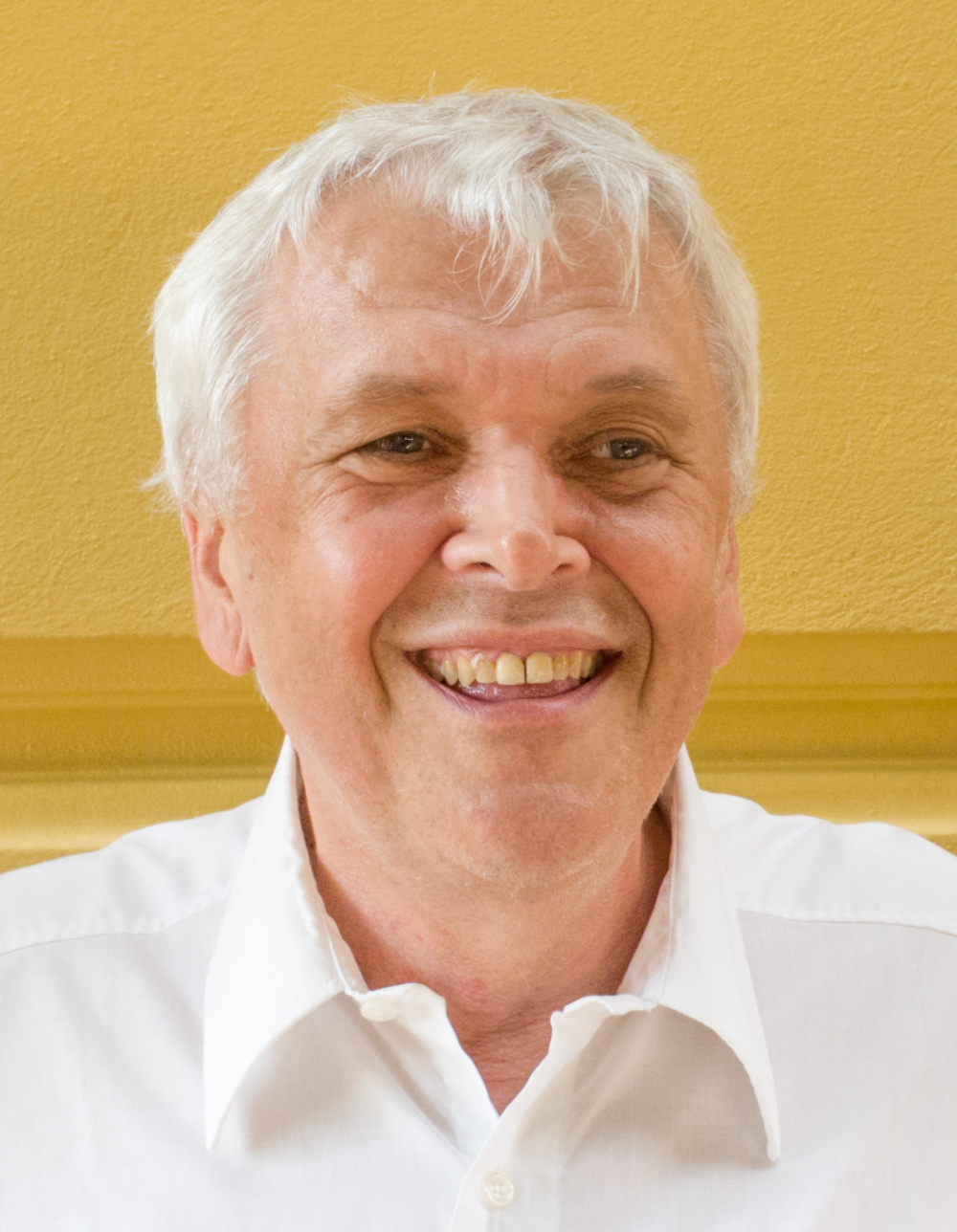
Reinhard Sachsenhofer (2020)

Reinhard Felix Sachsenhofer (* 14. August 1960 in Linz) ist ein österreichischer Geologe und Professor an der Montanuniversität Leoben.

## Leben und Wirken
Sachsenhofer studierte an der Universität Graz und an der Montanuniversität Leoben Montangeologie. Als Assistent an die Montanuniversität Leoben promovierte er 1987 zum Dr.mont. Von 1992 bis 1993 arbeitete Sachsenhofer mit einem Humboldt-Stipendium am Forschungszentrum Jülich, 1994 folgte die Habilitation und Tätigkeit am Lehrstuhl für Geologie und Lagerstättenkunde der Montanuniversität. 2003 war er Gastprofessor an der Universität Donezk. Seit 2008 leitet Sachsenhofer den Lehrstuhl für Erdölgeologie am Department Angewandte Geowissenschaften und Geophysik der Montanuniversität Leoben. Weiters ist er Honorar–Gastprofessor an der chinesischen Jilin-Universität.
Sachsenhofers Forschungsschwerpunkte liegen in der Untersuchung von Erdöl–Muttergesteinen und Kohlenwasserstoffsystemen sowie in der Kohlenforschung. Im Rahmen seiner Tätigkeit ist er im Beirat wissenschaftlicher Journale vertreten.
Sachsenhofer lebt in Kraubath, ist verheiratet und hat drei Kinder. 

## Schriften
Sachsenhofer ist Autor von mehr als hundert wissenschaftlichen Publikationen.

## Auszeichnungen
- 1990 Otto-Ampferer-Preis
- 1992 Humboldt Fellowship (1992)
- 1996 Erzherzog-Johann-Forschungspreis des Landes Steiermark
- 2008 Imperial Barrel Award (1. Preis für das Team der Montanuniversität Leoben)